# Arianna Schivo
Arianna Schivo (Torino, 16 settembre 1986) è una cavallerizza italiana.
Nel 2016 ha partecipato ai Giochi olimpici di Rio de Janeiro nel concorso completo, concludendo la gara in trentaquattresima posizione.
Nella competizione a squadre, con Luca Roman, Pietro Roman e Stefano Brecciaroli terminò la gara in nona posizione.
Il papà Gianmarco è stato due volte campione italiano di salto in alto, nel 68 a Trieste e nel '72 a Roma, prima di partecipare, andando in finale, ai Giochi olimpici di Monaco 1972. L'anno prima aveva vinto in Turchia, a Smirne (Izmir), l'oro nel salto in alto ai Giochi del Mediterraneo.
Nel 2018 entra a far parte del Centro Sportivo dell'Arma dei Carabinieri come atleta , disciplina equitazione, specialità completo.

## Palmarès
- Europei

Strzegom 2017 - bronzo nella gara a squadre.